# Дралфа
Село Дралфа се налази у општини Трговиште у Бугарској. Према подацима од 21.07. 2005. године има 657 становника.